# Grundtner András
Grundtner András Imre (Budapest XII. kerülete, 1972 −) jogász, politikus, közszereplő, a Mi Hazánk budapesti alelnöke, a Nemzeti Választási Bizottság tagja. 2024-ben a Mi Hazánk főpolgármester-jelöltje az önkormányzati választáson.

## Életpályája
Budapesten a XII. kerületben született, Sárospatakon, a Sárospataki Református Kollégium Gimnáziuma érettségizett. 2000-ben doktorált a Miskolci Egyetem Állam és Jogtudományi karán. Ügyvédjelölti gyakorlata után nemzetközi magán- és kereskedelmi jogi tanácsadó cégeknél töltött be vezető tisztséget.

## Közéleti tevékenysége
1990-től aktív közéleti szereplő, 1994-től a Magyar Igazság és Élet Pártja kampányát segítette, 2006-2007-ben a Hatvannégy Vármegye Alapítvány kuratóriumi elnöke volt. 2010-től 2014-ig Budapest Hegyvidéki Önkormányzat Közbiztonsági Bizottságának, majd 2014-től 2018-ig a Szociális és Egészségügyi Bizottságának volt a tagja.
2022. június 23. óta a Nemzeti Választási Bizottság tagja.
A 2024-es önkormányzati választáson a Mi Hazánk főpolgármester-jelöltje, budapesti listavezetője.
A 2024-es Európai Parlamenti választáson a Mi Hazánk EP listájának 11. helyén volt jelölt.

## Politikai pályája
2008-tól 2018-ig volt a Jobbik Magyarországért Mozgalom tagja, alapítója a Hegyvidéki Alapszervezetnek, amelyben alelnöki tisztséget töltött be.
2018-as alapításakor belépett a Mi Hazánk Mozgalomba, ahol 2018. novemberében megalapította a Budapest XII. kerületi (Hegyvidéki) Alapszervezetet, amelynek azóta az elnöke.
A 2019. évi helyi önkormányzati választásokon Sóskút községben (Pest megye) a Mi Hazánk-MIÉP-FKgP polgármester- és képviselőjelöltje.
A 2019. évi európai parlamenti választásokon a Mi Hazánk önálló listájának 8. helyén volt jelölt.

A 2022-es magyarországi országgyűlési választáson a Mi Hazánk országgyűlési egyéni választókerületi jelöltjeként Budapest 03. számú OEVK – Budapest XII. kerület (Hegyvidék) és a Mi Hazánk országos listájának 25. helyén volt jelölt.
2022. június 17-én a Mi Hazánk budapesti tisztújító nagygyűlésén budapesti alelnökké választották.
A 2024. június 9-én tartott önkormányzati választáson a Mi Hazánk budapesti főpolgármester-jelöltje volt, ahol 4,98%-kal, 38 942 szavazattal a harmadik helyen végzett.